# Camilo Ponce
Camilo Ponce Enríquez (né le 31 janvier 1912 et mort le 13 septembre 1976) est un homme d'État équatorien. Il fut président de 1956 à 1960.

## Anciens élèves
- Isabel Robalino